# Bonnetterie
Bonnetterie is een bepaalde klasse textielwaren. Het betreft in het algemeen kleine, door gebreide textielwaren, zoals wollen kousen en sokken, mutsen, dassen  en handschoenen. De oorspronkelijk Franse term duidt in het Nederlands – maar vooral in het Frans – ook op de productie en handel in dergelijke waren.

## Franse en Nederlandse spelling en betekenis
Het Nederlandse woord bonnetterie is aan het Frans ontleend, maar daar wordt het traditioneel met een enkele t gespeld en sinds de spellingshervorming van 1990 als bonnèterie, dus met een accent grave.
Het in 1889 te Amsterdam opgerichte voormalige Maison de Bonneterie gebruikte de Franse spelling en vele zaken in bonnetterie en fournituren hebben de schrijfwijze van deze prestigieuze  zaak nagevolgd, maar het Groene boekje erkent alleen de spelling met twee t's. Bonnetterie als collectivum duidt gewoonlijk op textielwaren, maar als telbaar zelfstandig naamwoord verwijst hij naar bedrijven. In het Frans wordt bonnèterie in dezelfde betekenissen gebruikt als in het Nederlandse woord, maar de Franse term kan daarnaast ook duiden op de productie- en handelsketen voor gebreid textiel of op een bedrijf of werkplaats in die keten. Ook in het Nederlands taalgebied komt deze ruimere betekenis wel voor, bijvoorbeeld in de naam van de Vlaamse breigoedfabriek Bonneterie Bosteels-De Smeth.

## Bonnet
Bonnetterie is afgeleid van bonnet, dat in het Nederlands een leenwoord uit het Frans is. Het betekent in beide talen muts of baret. In het Nederlands is het woord daarnaast gebruikt voor hoofdtooi van vrouwen bij sommige Nederlandse klederdrachten. Afgeleid van deze betekenis is het bonnetzeil of kortweg bonnet, een lijzeil dat bezijden de andere zeilen werd gehesen om meer wind te vangen. Een schip dat vol opgetuigd is met bonnetzeilen doet denken aan de royale bonnetten van de klederdrachten, bijvoorbeeld de bonnet Figaro.

## Etymologie
Bonnet, dat de basis vormt van het Franse woord bonnèterie, heeft een onduidelijke etymologie: 
- Geopperd wordt een lijn via het Oudfrans en de middeleeuws Latijnse vormen abonnis en obonnis naar het Frankische woord obbunni dat duidt op ‘iets dat gemaakt is met banden of linten’.
- Een andere mogelijke herkomst is uit het Germaanse bund (kapsel, mijter), waarbij bund verwijst naar binden.

Het is niet duidelijk in hoeverre deze twee verklaringen elkaar uitsluiten.

## Bedrijven
- Bonneterie Bosteels-De Smeth
- Mauchauffée